# Université István-Széchenyi
L'université István-Széchenyi (Széchenyi István Egyetem, /seːt͡ʃeːɳi iʃtvaːn ɛɟ͡ʝɛtɛm/, SZE) est une université hongroise fondée en 2002 à Győr.